# Шурыгин, Юрий Алексеевич
Ю́рий Алексе́евич Шуры́гин (род. 19 мая 1946, Анжеро-Судженск, Кемеровская область) — советский и российский учёный, доктор технических наук, профессор; ректор (2009—2014), первый проректор Томского университета систем управления и радиоэлектроники с 2014. Заслуженный деятель науки Российской Федерации (2002), почётный работник науки и техники Российской Федерации, почётный работник высшего профессионального образования Российской Федерации.

## Биография
В 1965 г. окончил Горный техникум по специальности «Подземная разработка угольных месторождений».
В 1971 г. с отличием окончил факультет автоматики и электромеханики Томского политехнического института, в 1974 г. — аспирантуру.
В студенческие годы (с 1969 г.) начал работать техником в НИИ автоматики и электромеханики, входящем в структуру Томского университета систем управления и радиоэлектроники. По окончании института работал в этом же НИИ инженером, старшим инженером, заместителем директора (с 1981 г.); с 2000 г. — директор.
Одновременно с 1992 г. — заведующий кафедрой компьютерных систем в управлении и проектировании университета, в 1999—2009 гг. первый проректор университета, с 2009 по 2014 гг. — ректор университета. В 2015 году указом действующего ректора А.А.Шелупанова назначен первым проректором Томского государственного университета систем управления и радиоэлектроники.

## Научная деятельность
В 1974 г. защитил кандидатскую, в 1991 г. — докторскую диссертацию. Профессор (1993). Академик Российской инженерной академии (1997), вице-президент её Сибирского отделения и председатель Томского филиала.
Основные направления научных исследований — автоматизация технологических процессов на базе устройств силовой электроники и регулируемого электропривода переменного тока. Впервые в стране разработал и применил способ частотного управления синхронными гистерезисными гироскопическими электродвигателями, что позволило существенно повысить точность морских навигационных комплексов.
Автор более 200 научных работ, 6 монографий, 34 изобретений.
Список работ представлен на сайте библиотеки Томского университета систем управления и радиоэлектроники.

## Награды
- Орден «За заслуги перед Отечеством» III степени (2021)
- Орден «За заслуги перед Отечеством» IV степени (2014)
- орден Почёта
- нагрудный знак и почётное государственное звание «Заслуженный деятель науки Российской Федерации» (2002)
- знак «Почётный работник высшей школы» (1997)
- знак «Почётный работник науки и техники» (2006)
- премия правительства Российской Федерации в области образования.
- премия Томской области в сфере образования и науки (1998, 2005)
- медаль «За заслуги перед ТУСУРом»